# Trazybul (tyran Syrakuz)
Trazybul, Trazybulos (gr. Θρασύβουλος, V wiek p.n.e.) – tyran Syrakuz w latach 466–465 p.n.e. Był synem Dejnomenesa, bratem Gelona i Hierona I.
Przejął władzę po śmierci swego brata Hierona, jego panowanie napotkało opór. Trazybul bezwzględnymi metodami usiłował stłumić opozycję, wykorzystując do tego m.in. licznych najemników. Jeszcze w pierwszym roku jego rządów (w 466 p.n.e.) wybuchł otwarty bunt w Syrakuzach przeciwko jego władzy. Trazybul, pokonany na lądzie i morzu, musiał wycofać się do Lokroj w południowej Italii, gdzie zmarł.
Jego klęska przyniosła wolność innym miastom sycylijskim, które zrzuciły panowanie Syrakuz i tyranów, oraz zapoczątkowała okres rządów demokratycznych w Syrakuzach.